# هينغارت
هينغارت (بالألمانية: Henggart) هي إحدى بلديات مقاطعة أندلفينغن في كانتون زيورخ في سويسرا. تبلغ مساحتها 3.01 كيلومتر مربع، ويقدر عدد سكانها بـ 2268 نسمة (حسب تعداد ديسمبر 2017).